# Channa argus
Channa argus – gatunek słodkowodnej, drapieżnej ryby okoniokształtnej z rodziny żmijogłowowatych (Channidae). Poławiany jako ryba konsumpcyjna. Spotykany w akwariach publicznych. W 2018 został uznany jednym z ośmiu gatunków inwazyjnych stanowiących największe zagrożenie dla bioróżnorodności i ekosystemów w Europie.

## Występowanie
Naturalnie występuje w rzece Jangcy we wschodnich Chiny, w rzece Amur we wschodniej Rosji i Chinach oraz w rzekach Półwyspu Koreańskiego. Introdukowana w wielu krajach. Może przebywać w wodzie od 4°C do 22°C.

## Opis
Dojrzałe osobniki osiągają do 1 m długości oraz 8 kg masy ciała. 
Szczególną cechą wężogłowów jest zdolność tolerowania niskich stężeń tlenu w wodzie oraz przemieszczania się po lądzie (poza wodą) przez krótki okres. W USA w latach 2002–2004 znaleziono je w naturalnych zbiornikach wodnych, co spowodowało obawy, iż zawleczone Channa argus wyprą inne gatunki ryb i spowodują ekologiczną katastrofę.

## Rozmnażanie
Dojrzałość płciową osiąga około 3 roku życia. Ich tarło trwa od czerwca do lipca. Samica składa około 50 tysięcy jaj, które inkubują się 2 dni. Samiec pilnuje jaj oraz narybku po wykluciu. 